# No Direction Home: Bob Dylan
No Direction Home: Bob Dylan (No Direction Home) è un film documentario del 2005 diretto da Martin Scorsese che ripercorre la vita di Bob Dylan fino all'incidente motociclistico occorsogli nel 1966 e il suo impatto sulla musica e sulla cultura americana.

## Trama
Il film si concentra soprattutto sul periodo tra l'arrivo di Dylan a New York nel gennaio del 1961 e il suo temporaneo ritiro dalle scene nel 1966. Questo periodo racchiude l'ascesa al successo di Dylan come cantautore folk e le polemiche generate dal suo passaggio alla musica rock. Il titolo è tratto da un verso della canzone Like a Rolling Stone, contenuta nell'album Highway 61 Revisited.

## Produzione
Il progetto del film iniziò nel 1995 quando il manager di Dylan, Jeff Rosen, iniziò a programmare interviste con amici e persone collegate a Dylan. Tra gli intervistati, il poeta Allen Ginsberg e il musicista folk Dave Van Ronk, entrambi deceduti prima che il film venisse terminato. Anche Suze Rotolo, una vecchia fidanzata di Dylan, rilasciò una rara intervista, ed in seguito disse a Rolling Stone di essere contenta del risultato finale. Dylan stesso ha realizzato una conversazione di dieci ore con Rosen nel 2000 il quale cita tra i molti musicisti che lo hanno influenzato: John Jacob Niles, Odetta, Woody Guthrie, The Clancy Brothers, Joan Baez, Allen Ginsberg, Pete Seeger, Dave Van Ronk, Webb Pierce, Hank Williams e Johnny Cash.
Secondo Rolling Stone, una misteriosa fonte vicina al progetto dichiarò che Dylan non venne coinvolto nel progetto, tranne che per l'intervista, dicendo che "Dylan non era interessato... Bob veramente non guarda indietro". Comunque, Dylan stava lavorando al primo volume della sua autobiografia e le due produzioni si sovrapposero, ma non è chiaro se e quanto Cronichles ha avuto un'influenza su No Direction Home.
Raccolto il materiale grezzo per il progetto, Rosen pensò a Martin Scorsese per realizzare un documentario di qualità e per avere un approccio più diretto col progetto. Scorsese accettò l'offerta ed entrò nel progetto nel 2001.
Allo stesso tempo l'entourage di Dylan raccolse migliaia di ore di filmati del periodo di cui si occupa il film. Questo materiale include una registrazione della rock band di Dylan dei tempi delle scuole superiori, uno screen test per Andy Warhol del 1965, e il filmato del 17 maggio 1966 alla Manchester Lesser Free trade Hall, in cui un arrabbiato John Cordewell chiamò "Giuda" Dylan appena prima che questi iniziasse Like a Rolling Stone. Ripreso da D. A. Pennebaker, il film venne rinvenuto nel 2004 assieme ad altri filmati rovinati dall'acqua.
La foto di copertina, scattata da Barry Feinstein, ritrae Dylan di fronte alla stazione di Aust Ferry nel Gloucestershire, Inghilterra, nel maggio del 1966.

## Distribuzione
Il film è stato trasmesso per la prima volta in televisione sia negli Stati Uniti (come parte del programma televisivo American Masters della PBS) e nel Regno Unito (sul canale BBC 2, all'interno del programma Arena) tra il 26 e il 27 settembre 2005. Lo stesso mese vennero messi in commercio il DVD del film e la colonna sonora, The Bootleg Series Vol. 7: No Direction Home: The Soundtrack.

## Riconoscimenti
No Direction Home venne premiato con un Peabody Award nel 2006 e con un Columbia du-Pont Award nel gennaio del 2007.